# Gnidia pedunculata
Gnidia pedunculata är en tibastväxtart som beskrevs av Beyers. Gnidia pedunculata ingår i släktet Gnidia och familjen tibastväxter. Inga underarter finns listade i Catalogue of Life.